# Dorothy Maynor

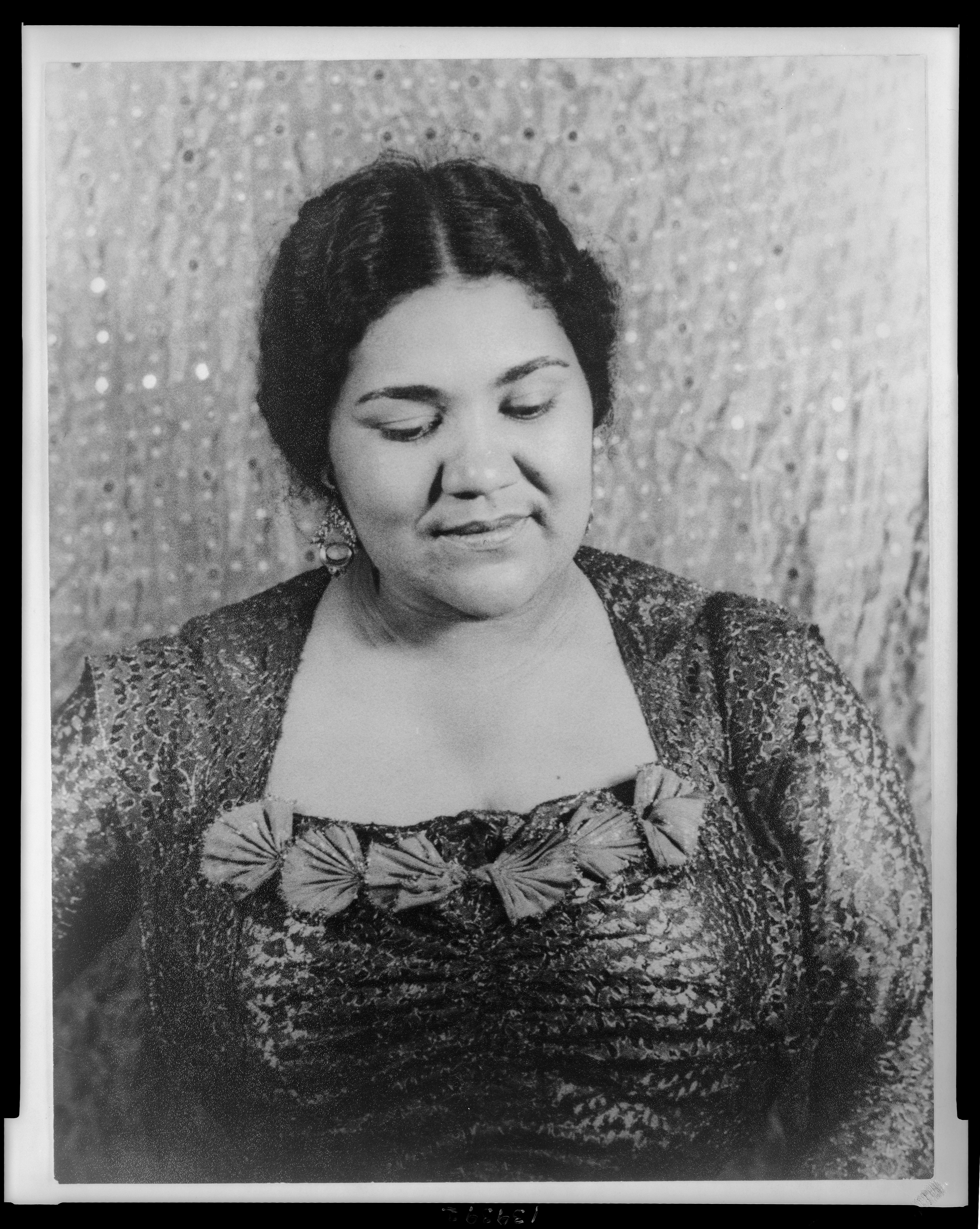
Dorothy Maynor (1939)

Dorothy Maynor (Dorothy Leigh Mainor; * 3. September 1910 in Norfolk/Virginia; † 19. Februar 1996 in West Chester/Pennsylvania) war eine US-amerikanische Sängerin (Sopran).

## Leben
Die Tochter eines afroamerikanischen methodistischen Pastors sang als Kind im Chor an der Kirche ihres Vaters. 1924 begann sie ein Studium am Hampton Institute, das sie 1933 mit dem Grad eines Bachelor abschloss. Mit dem Chor des Institutes unternahm sie 1929 eine Konzertreise durch Europa. Nach dem Abschluss des Studiums 1933 ging sie an das Westminster Choir College in Princeton. Ab 1936 nahm sie in New York privaten Unterricht bei William Klamroth und John Alan Haughton und leitete eine Kirchenchor in Brooklyn.
1939 sang sie beim Berkshire Festival in Tanglewood vor Sergei Kussewizki, der sich von ihrer Stimme begeistert zeigte (It is a miracle! It is a musical revelation! The world must hear her!) und sie umgehend für Aufnahmen mit dem Boston Symphony Orchestra einsetzte. Im November des Jahres debütierte sie mit großem Erfolg in der Town Hall von New York. Sie tourte danach durch die USA, trat 1940 in der Carnegie Hall mit dem New York Philharmonic Orchestra unter John Barbirolli auf, sang bei der Amtseinführung der Präsidenten Harry S. Truman 1949 und Dwight D. Eisenhower 1953 und zählte bald neben Marian Anderson, Roland Hayes und Paul Robeson zu den bedeutendsten afroamerikanischen Sängern. Obwohl sie sich ein breites Opernrepertoire erarbeitete, stand sie aber nie auf einer Opernbühne.
1942 heiratete Maynor den presbyterianischen Pastor Shelby Rooks. 1963 beendete sie ihre Laufbahn als Sängerin und arbeitete in der Gemeinde ihres Mannes an der  St. James Presbyterian Church in Harlem mit. Im gleichen Jahr gründete sie die Harlem School of the Arts, an der Kinder armer Eltern Klassen für Musik, Ballett, Tanz, Drama und Kunst besuchen konnten. Sie unterrichtete selbst an der Schule und leitete sie bis 1977. Maynor wurde mit mehreren Ehrendoktortiteln (u. a. der Howard University, des Westminster Choir College, des Oberlin College, der Carnegie-Mellon University und des Bennett College) ausgezeichnet und 1975 als erste Afroamerikanerin in den Vorstand der Metropolitan Opera berufen.